# Leptotyphlops braccianii
Leptotyphlops braccianii este o specie de șerpi din genul Leptotyphlops, familia Leptotyphlopidae, descrisă de Giuseppe Scortecci în anul 1929. Conform Catalogue of Life specia Leptotyphlops braccianii nu are subspecii cunoscute.